# غاري براشاو
غاري براشاو (بالإنجليزية: Gary Bradshaw)‏ هو لاعب كرة قدم بريطاني، ولد في 30 ديسمبر 1982 في Beverley ‏ في المملكة المتحدة. لعب مع نادي سكاربورو ونادي هاروجيت تاون وهال سيتي.

## وصلات خارجية
- غاري براشاو على موقع Soccerbase.com (لاعب) (الإنجليزية)